# Милан Антанасијевић
Милан Антанасијевић (Панчево, 3. август 1981) је српски графички дизајнер, илустратор и стрип-цртач.
Дипломирао је на Факултету примењених уметности и дизајна, смер илустрација.
Први стрип објављује 1994. у Yu Rock магазину.  Добитник је више стручних награда од којих је четири добио за стрип („Јоргован и пивски дух“ , “Oldtimer”). Као колориста сарађује на више стрип серијала, као што су “Вековници” (System Comics), “Warlash” (Asylum Press).
Са Политикиним Забавником остварује редовну сарадњу 2005. најчешће илуструјући рубрику “Живот пише драме”. На насловним странама овог часописа објављује своје прве илустрације у техници дигиталног колажа.
Неколико година ради на графичком обликовању часописа ТФТ у издању “Службеног Гласника”, на чијим насловним странама наставља да развија Технику дигиталног колажа.
Живи и ради у Београду.